# علم النفس التربوي
علم النفس التربوي هو فرع من فروع علم النفس يهتم بالدراسة العلمية للتعلم البشري. تسمح دراسة عمليات التعلم، من منظور معرفي وسلوكي، للباحثين بفهم الفروق الفردية في الذكاء، والتنمية المعرفية، والتأثير، والدافع، والتنظيم الذاتي، والمفهوم الذاتي، بالإضافة إلى دورها في التعلم. يعتمد مجال علم النفس التربوي كثيرًا على الأساليب الكمية، بما فيها الاختبار والقياس، لتعزيز الأنشطة التعليمية المتعلقة بالتصميم التعليمي، وإدارة الفصول الدراسية، والتقييم، والتي تعمل على تسهيل عمليات التعلم في مختلف البيئات التعليمية على مدى العمر.
يمكن فهم علم النفس التربوي جزئيًا عن طريق علاقته مع التخصصات الأخرى. يسترشد في المقام الأول بعلم النفس، وتماثل علاقته مع هذا الاختصاص العلاقة بين الطب وعلم الأحياء. ويسترشد أيضًا بعلم الأعصاب. يقدم علم النفس التربوي بدوره معلومات لمجموعة واسعة من التخصصات في الدراسات التربوية، تشمل التصميم التعليمي، وتكنولوجيا التعليم، وتطوير المناهج، والتعلم التنظيمي، والتعليم الخاص، وإدارة الفصول الدراسية وتحفيز الطلاب. يستمد علم النفس التربوي من العلوم المعرفية وعلوم التعلم ويسهم فيها. توجد أقسام علم النفس التربوي في الجامعات عادةً في كليات التربية، يرجع ذلك غالبًا لعدم تمثيل محتوى علم النفس التربوي في كتب علم النفس التمهيدية.
يتطلب مجال علم النفس التربوي دراسة الذاكرة والعمليات المفاهيمية والاختلافات الفردية (بواسطة علم النفس المعرفي) لوضع تصور لاستراتيجيات جديدة لعمليات التعلم لدى البشر. بني علم النفس التربوي على نظريات الإشراط الإجرائي، وعلم النفس الوظائفي، والبنيوية النفسية، والإنشائية، وعلم النفس الإنساني، وعلم النفس الغشتالتي ومعالجة المعلومات.
شهد علم النفس التربوي نموًا وتطورًا سريعًا كمهنة في العشرين عامًا الماضية. بدأ علم النفس المدرسي بمفهوم اختبار الذكاء ما أدى إلى توفير اعتمادات لطلاب التعليم الخاص، الذين لم يتمكنوا من متابعة المناهج الدراسية العادية في الجزء الأول من القرن العشرين. بنى «علم النفس المدرسي» مهنة جديدة نوعًا ما تعتمد على ممارسات ونظريات العديد من علماء النفس من بين العديد من المجالات المختلفة. يعمل علماء النفس التربوي إلى جانب الأطباء النفسيين، والأخصائيين الاجتماعيين، والمعلمين، ومعالجي النطق واللغة والمستشارين في محاولة فهم الأسئلة المطروحة عند الجمع بين علم النفس السلوكي والمعرفي والاجتماعي في بيئة الفصل الدراسي.

## أهداف علم النفس التربوي
الأهداف التعليمية ويقصد بأنها أهداف المدرسة التعليمية بصفة عامة والتعليم السلوكي الانمائي بصفة خاصة. خصائص نمو التلاميذ يتعامل علم النفس التربوي مع طرق صياغة الأهداف وتصنيفها واستخدامها في التعليم فعند صياغة الأهداف ينبغي مراعاة خصائص التلميذ حتى يمكن معرفة كيفية حدوث التعلم الجيد عند هذا التلميذ. طرق التدريس ينبغي معرفة الطرق التي يمكن بها تنمية القدرات المعرفية للتلاميذ وكذلك طرق تنميتهم في الجوانب الجسمية والاجتماعية والانفعالية في مراحل النمو المختلفة من الطفولة إلى الرشد، بالإضافة إلى معرفة أساليب تعليم التلاميذ. تقويم التعلم يتم تقويم التعلم بواسطة الاختبارات بأنواعها المختلفة … كل ذلك يبين أهمية علم النفس التربوي واستخداماته في المدرسة. (منسي، 1990).وتركز البحوث في علم النفس التربوي في ثلاثة مجالات رئيسية أو ثلاثة متغيرات هامة هي الأهداف التعليمية، خصائص التلميذ، وطرق التدريس.
ويهدف علم النفس التربوي، في نهاية المطاف، من وراء نشاطه العلمي في الوصول إلى المعرفة التي يستطيع بها أن يفسر العلاقة النظامية بين المتغيرات التي هي بمثابة السلوك في المواقف التربوية، والعوامل المؤدية إلى إحداث هذا السلوك، ولا يتأتى ذلك إلا من خلال تحقيق الأهداف التالية:
1. الفهم يتمثل هذا الهدف في الإجابة عن السؤالين (كيف؟ ولماذا؟) يحدث السلوك.[4]
2. التنبؤ يتمثل هذا الهدف في الإجابة عن السؤالين (ماذا يحدث؟ ومتى يحدث؟) إن معيار الفهم الذي يتبناه العلماء هو التنبؤ، ولذا يمكن القول بأن أي محاولة لزيادة الفهم تكون ذات قيمة حين تكون نتائج الوصف هي التنبؤ الدقيق عن الظاهرة الأصلية.[4]
3. الضبط ويعني الضبط، قدرة الباحث في التحكم في بعض العوامل أو المتغيرات المستقلة التي تسهم في إحداث ظاهرة ما، لبيان أثرها في متغيرات أخرى.وضبط هذه المتغيرات في المجال التربوي ليس بالأمر السهل، لتنوعها وتفاعلها. [4]

## مجال وموضوع علم النفس التربوي
المهمة الجوهرية لهذا العلم هي تزويد المعلمين وغيرهم من العاملين في ميادين تعديل السلوك الإنساني بالمبادئ النفسية الصحيحة التي تتناول مشكلات التربية ومسائل التعلم المدرسي.
ومن أهم الطرق التي اعتمد عليها الباحثون في تحديد مجالات وموضوعات علم النفس التربوي:
- النمو المعرفي والجسمي والانفعالي والاجتماعي.
- التفاعل الاجتماعي بين التلاميذ والمعلمين وبين التلاميذ أنفسهم.[5]
- تحسين التعلم بعيد المدى والقدرة على حل المشكلات.
- الصحة النفسية للفرد والتوافق الاجتماعي والمدرسي.[5]

## التخطيط التربوي طويل المدى
يعرف التخطيط بشكل عام بأنه رسم الصورة المستقبلية للمجتمع وذلك من خلال تحديد العمل الذي ينبغي اتباعه في توجيه النشاط البشري لتحقيق أهداف معينة في فترة زمنية معينة.
 ويقصد بالتخطيط طويل المدى Long Range Planning التخطيط الذي تزيد مدته عن سبع سنوات.

### مميزات التخطيط طويل المدى
يتميز هذا التخطيط بأن مدته تسمح بقدر أكبر من حرية الحركة، كما تسمح بإمكان تحقيق تغيرات أكبر في أحجام الموارد المتاحة بشرية كانت أو مادية.  وفي التخطيط طويل المدى نتمكن من علاج المشاكل المتوقعة قبل أن يستفحل ضررهاحيث أننا نتنبأ في المشاكل فنضع الاستراتيجيات لحلها وهذا يختلف عن الوظيفي حيث أنه في الثاني أثناء تنفيذ الخطة نعالج المشاكل الجزئية التي تواجهنا.

### سلبيات التخطيط طويل المدى
أن المشكلات اليومية تقل أهميتها فيه فضلاً عن عدم وضوح الرؤيا وخاصة في عصر يتسم بسرعة التطور العلمي والتكنولوجي. حدوث الكثير من الأحداث السياسية والاقتصادية والاجتماعية التي قد تعمل على تغيير المسار حسب قوة الأحداث.
وتفادياً لكثير من الصعوبات يجب أن يراعى في تصميم الخطة طويلة المدى ما يلي:
- الاستفادة مما مضى من تجارب الأسبقين للتعرف على نقاط الضعف فتجنبها، ونتعرف على نقاط القوة فتأخذ بها.
- محاولة تكامل الخطط التربوية القصيرة، والمتوسطة والطويلة.[6]
- تأمين التمويل الممكن لتنفيذ الخطط وحساب التكلفة منها.
- وضع الخطط التربوية واستراتيجياتها على أسس سليمة من السياسات التعليمية والقومية.[6]

## علم نفس الطفل
الطفولة هي مرحله حرجة جدًا في حياة الفرد، فالأحداث التي تحدث في طفوله حتى وان كان بسيطه فهى تؤثر علي مراحل العمر اللاحقه. ويركز هذا العلم على العمليات النفسية للأطفال، منذ الولادة وحتى مرحلة البلوغ والمراهقة.وتلعب الاسره دورا رئيسيا في النمو النفسي والعقلي والعاطفي للطفل والأسرة هي المفتاح الأساسي.
- الطفل وعلاقته الاجتماعيه شخصيه الطفل تعتبر عاملا مهما في علاقاته الاجتماعيه، يوجد بعض الأطفال اقل اندماجا من غيرهم وليسوا اجتماعيين بطبعهم وذلك يرجع إلى انه يجد صعوبات في إقامه علاقات مع الآخرين أو انه يميل إلى العزلة.[8]

## التكييف والتعلم
يطور علم النفس التربوي ويطبق نظريات التنمية البشرية، لفهم خصائص المتعلمين في مرحلة الطفولة والمراهقة والبلوغ والشيخوخة. وتمثل غالبًا كمراحل يمر بها الأشخاص أثناء نضجهم، وتصف نظريات النمو التغيرات في القدرات العقلية (الإدراك)، والأدوار الاجتماعية، والتفكير الأخلاقي، والمعتقدات حول طبيعة المعرفة.
أجرى علماء النفس التربوي بحثًا حول التطبيق التعليمي لنظرية النمو لجان بياجيه، التي تنص على أن الأطفال ينضجون عبر أربع مراحل من القدرة المعرفية. افترض بياجيه أن الأطفال غير قادرين على التفكير المنطقي المجرد قبل بلوغهم سن 11 عامًا، وبالتالي يحتاج الأطفال الأصغر سنًا إلى أن يتعلموا باستخدام أشياء وأمثلة ملموسة. وجد الباحثون أن التحولات، مثل الانتقال من التفكير المنطقي الملموس إلى التفكير المنطقي المجرد، لا تحدث في نفس الوقت في جميع المجالات. فقد يكون الطفل قادرًا على التفكير بشكل تجريدي في الرياضيات، لكنه يقتصر على التفكير الملموس عند التفكير في العلاقات الإنسانية. ربما تكون مساهمة بياجيه الأكثر ديمومة هي فكرته بأن الناس يبنون فهمهم بفعالية عن طريق عملية التنظيم الذاتي.

## وصلات خارجية
- Educational Psychology Resources by جامعة أثاباسكا
- Division 15 of the American Psychological Association
- Psychology of Education Section of the British Psychological Society
- Explorations in Learning & Instructional Design: Theory Into Practice Database
- Classics in the History of Psychology
- The Standards for Educational and Psychological Testing

### فيديو
- The Psychology of Educational Quality-Transformational Quality (TQ) Theory